# 中央文献出版社
中央文献出版社，是一家中华人民共和国出版社，位于北京市西城区西四北大街前毛家湾1号。

## 概述
1987年4月15日，中央文献出版社正式成立，隶属于中共中央文献研究室。该社的出书范围是中国共产党和中华人民共和国主要领导人的专业性文集；在一定范围内发行的领导人文稿；国内外研究毛泽东思想的专著；革命家和其他人物的年谱、传记等。

## 出版物
中央文献出版社很多出版物已不再版，尤其是有关前国家和军队的干部，比如<朱瑞传>。